# Гран-при Бельгии 1956 года
Гран-при Бельгии 1956 года — гонка Формулы-1 состоялась 3 июня на трассе Спа-Франкоршам. Она стала четвёртым этапом чемпионата мира.
Лучший квалификационный результат Фанхио сумел показать ещё на практике в четверг, опередив ближайшего преследователя — Мосса — на пять секунд. Улучшить эти показатели в последующие дни не удалось никому — в пятницу шёл дождь, а в субботу был сильный ветер.
В начале гонки пошёл дождь, и Фанхио плохо стартовал после чего занял 5 место с борясь с Моссом. на 3 круге Фанхио вышел на 2 место пройдя Бера, Коллинза, а затем Кастеллотти. На пятом круге он лидировал с преимуществом в 8 секунд над Моссом, Коллинз ещё в 10 секундах позади шёл третьим. После того, как Мосс потерял заднее колесо, второе место занял Коллинз. На 24 круге Фанхио сходит из-за поломки трансмиссии и Коллинз выходит в лидеры. На втором месте финишировал Поль Фрер, третье разделили Стирлинг Мосс и Чезаре Пердиза.

## Гонка
| Место | С  | №  | Гонщик               | Конструктор    | Ш | Круги | Время/причина схода | О   |
| ----- | -- | -- | -------------------- | -------------- | - | ----- | ------------------- | --- |
| 1     | 3  | 8  | Питер Коллинз        | Ferrari        | Е | 36    | 2:40:00,3           | 8   |
| 2     | 8  | 6  | Поль Фрер            | Ferrari        | Е | 36    | +1:51,3             | 6   |
| 3     | 9  | 34 | Чезаре Пердиза       | Maserati       | P | 12    | +3:16,6             | 2   |
| 3     | 9  | 34 | Стирлинг Мосс        | Maserati       | P | 24    | +3:16,6             | 2+1 |
| 4     | 6  | 10 | Харри Шелл           | Vanwall        | P | 35    | +1 круг             | 3   |
| 5     | 11 | 22 | Луиджи Виллорези     | Maserati       | P | 34    | +2 круга            | 2   |
| 6     | 16 | 20 | Андре Пилетт         | Ferrari        | Е | 33    | +3 круга            |     |
| 7     | 4  | 32 | Жан Бера             | Maserati       | P | 33    | +3 круга            |     |
| 8     | 10 | 24 | Луи Розье            | Maserati       | P | 33    | +3 круга            |     |
| Сход  | 1  | 2  | Хуан Мануэль Фанхио  | Ferrari        | Е | 23    | Трансмиссия         |     |
| Сход  | 7  | 12 | Морис Трентиньян     | Vanwall        | P | 11    | Топливная система   |     |
| Сход  | 2  | 30 | Стирлинг Мосс        | Maserati       | P | 10    | Колесо              |     |
| Сход  | 5  | 4  | Эудженио Кастеллотти | Ferrari        | Е | 10    | Трансмиссия         |     |
| Сход  | 12 | 28 | Пьеро Скотти         | Connaught-Alta | P | 10    | Двигатель           |     |
| Сход  | 15 | 26 | Хорейс Гоулд         | Maserati       | D | 2     | Коробка передач     |     |
| Сход  | 13 | 36 | Чико Годиа           | Maserati       | P | 0     | Авария              |     |

- Это гран-при стало последним для Поля Фрера и единственным для Пьеро Скотти. Питер Коллинз впервые одержал победу, а также лидировал в гонке. Поль Фрер единственный раз в карьере попал на подиум, Харри Шелл заработал первые в карьере, а Луиджи Виллорези последние в карьере очки.
- Поул-позиция: Хуан Мануэль Фанхио — 4:09,8
- Быстрый круг: Стирлинг Мосс — 4:14,7
- Круги лидирования:
  - Стирлинг Мосс 4 круга (1-4);
  - Хуан Мануэль Фанхио 19 кругов (5-23);
  - Питер Коллинз 13 кругов (24-36).
- Совместное использование автомобилей:
  - Автомобиль № 34: Чезаре Пердиза (13 кругов) и Стирлинг Мосс (23 круга).

## Положение в чемпионате после Гран-при
|     | Место | Пилот               | Очки |
| --- | ----- | ------------------- | ---- |
| ▲ 8 | 1     | Питер Коллинз       | 11   |
| ▲ 1 | 2     | Стирлинг Мосс       | 11   |
| ▼ 2 | 3     | Жан Бера            | 10   |
| ▼ 2 | 4     | Хуан Мануэль Фанхио | 9    |
| ▼ 1 | 5     | Пэт Флаэрти         | 8    |

- Примечание: Только 5 позиций включены в обе таблицы.